# Maria Gąsienica Bukowa
Maria Gąsienica Bukowa-Kowalska (ur. 2 stycznia 1936 w Kościelisku, zm. 27 grudnia 2020 tamże) – polska narciarka, olimpijka z Cortiny d’Ampezzo 1956 oraz instruktorka narciarstwa.
Zawodniczka klubów Kolejarz Zakopane (1952–1958) i SNPTT Zakopane (1959–1960). Uczestniczka IO w Cortinie d’Ampezzo w 1956, gdzie zdobyła 5. miejsce w sztafecie 3 × 5 km. Występowała razem z Józefą Czerniawską z domu Pęksa i Zofią Krzeptowską-Gąsienicą Bukową.
Do jej największych sukcesów należało 4. miejsce MŚ w Lahti (1958) oraz 5. miejsce IO w Cortinie d’Ampezzo, wywalczone w sztafetach 3 × 5 km. 5-krotna mistrzyni Polski. Żona olimpijczyka Aleksandra Kowalskiego.

## Życie prywatne
Mieszkała w Kościelisku. Rodzice Jan i Maria z domu Nędza; mąż Aleksander Kowalski; dwoje dzieci Andrzej ur. 1959 i Zbigniew ur. 1966.